# Cerkiew św. Mikołaja w Woli Niżnej
Cerkiew św. Mikołaja w Woli Niżnej – dawna parafialna cerkiew greckokatolicka, wzniesiona w 1812 w Woli Niżnej.
Po 1947 cerkiew przejęta i użytkowana jako rzymskokatolicki kościół filialny parafii w Jaśliskach.
Obiekt wpisany w 1989 do rejestru zabytków.
W 2018 zakończyły się prace konserwatorskie i restauracyjne wnętrza świątyni, między innymi ikonostasu i polichromii ściennych autorstwa Michała Bogdańskiego. 

## Galeria

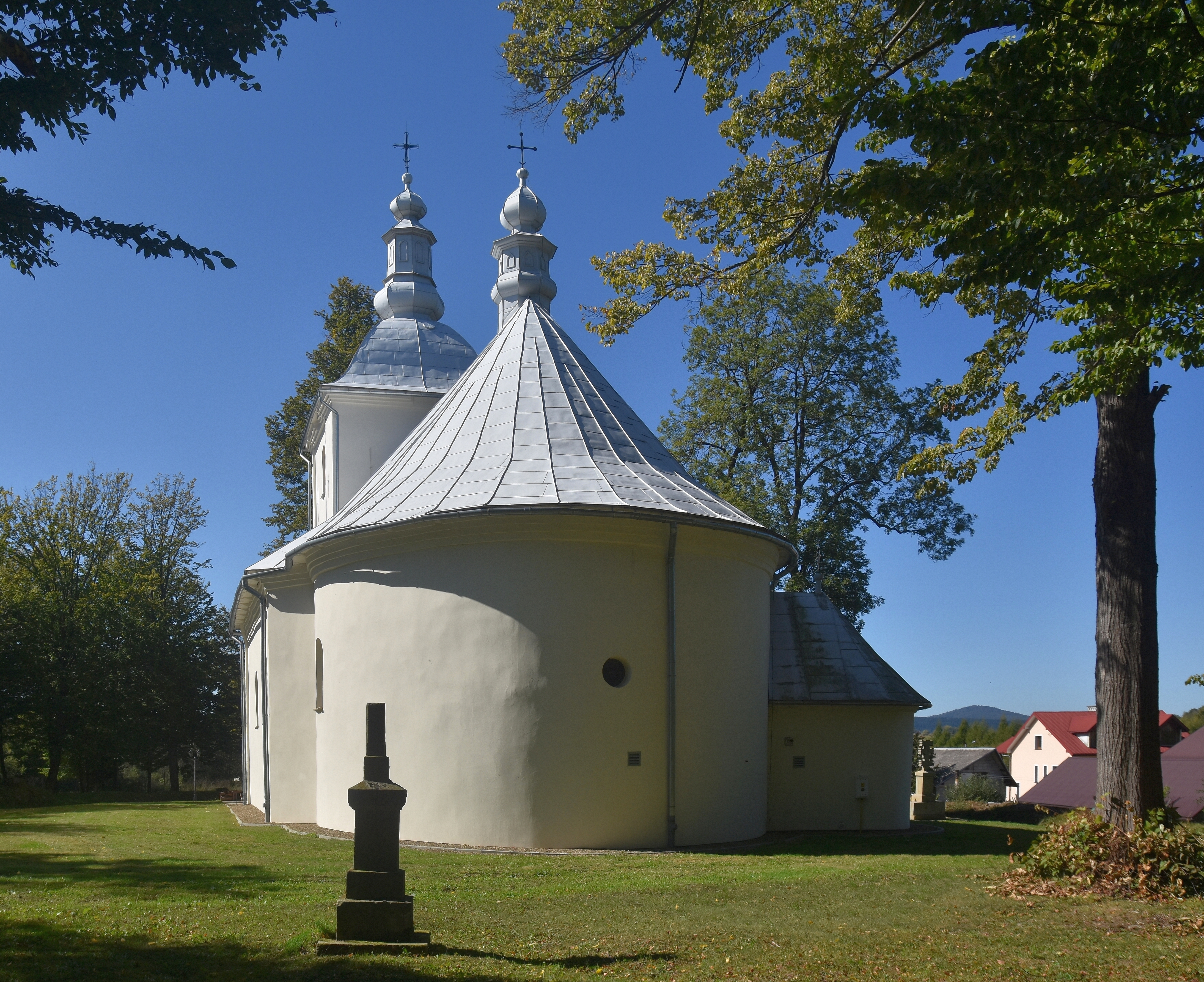
Widok od strony prezbiterium
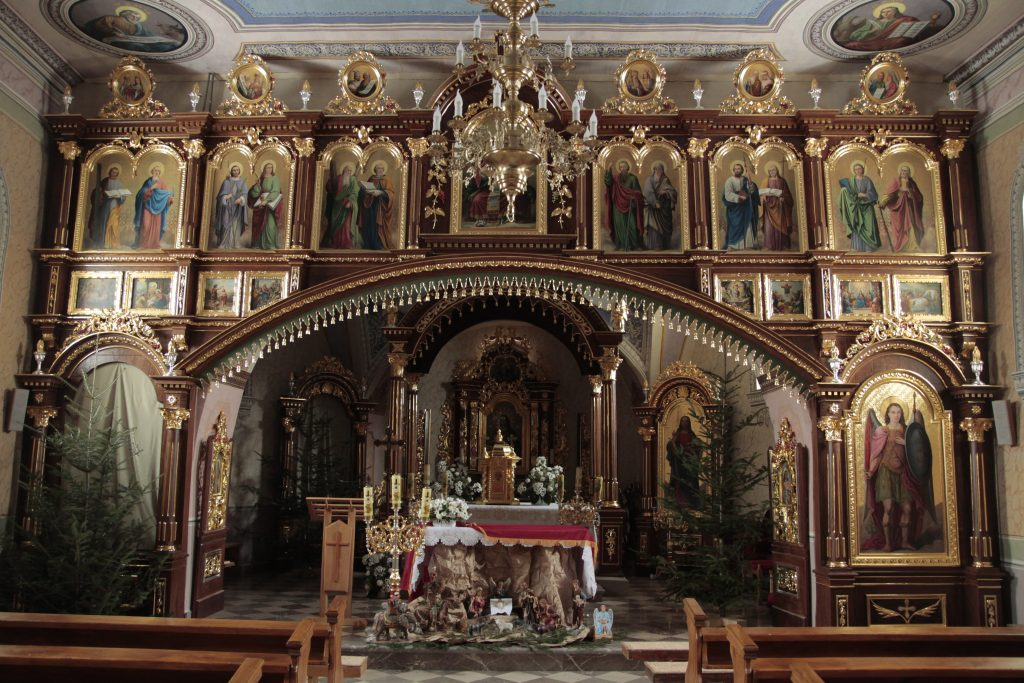
Ikonostas
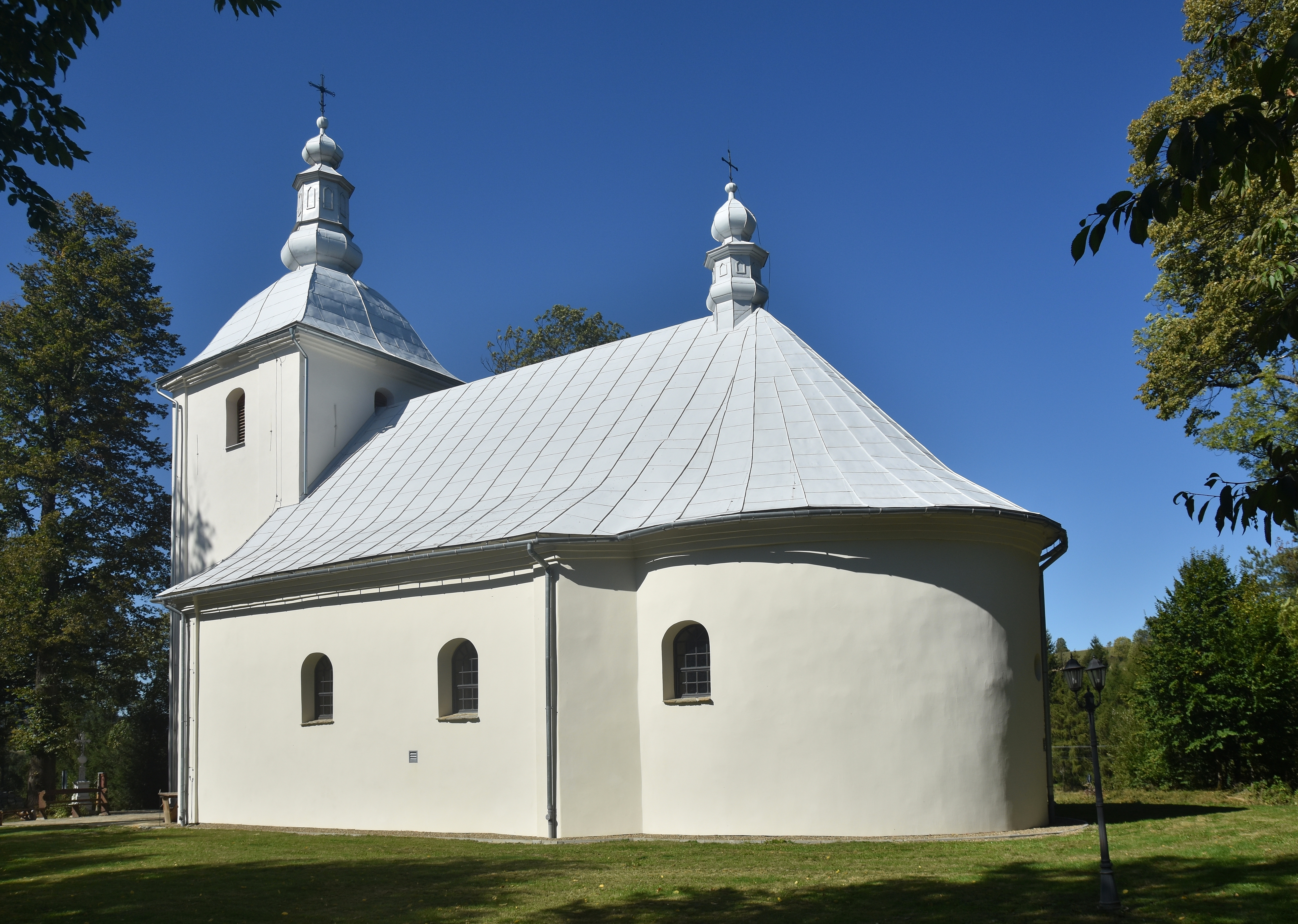
Elewacja południowa
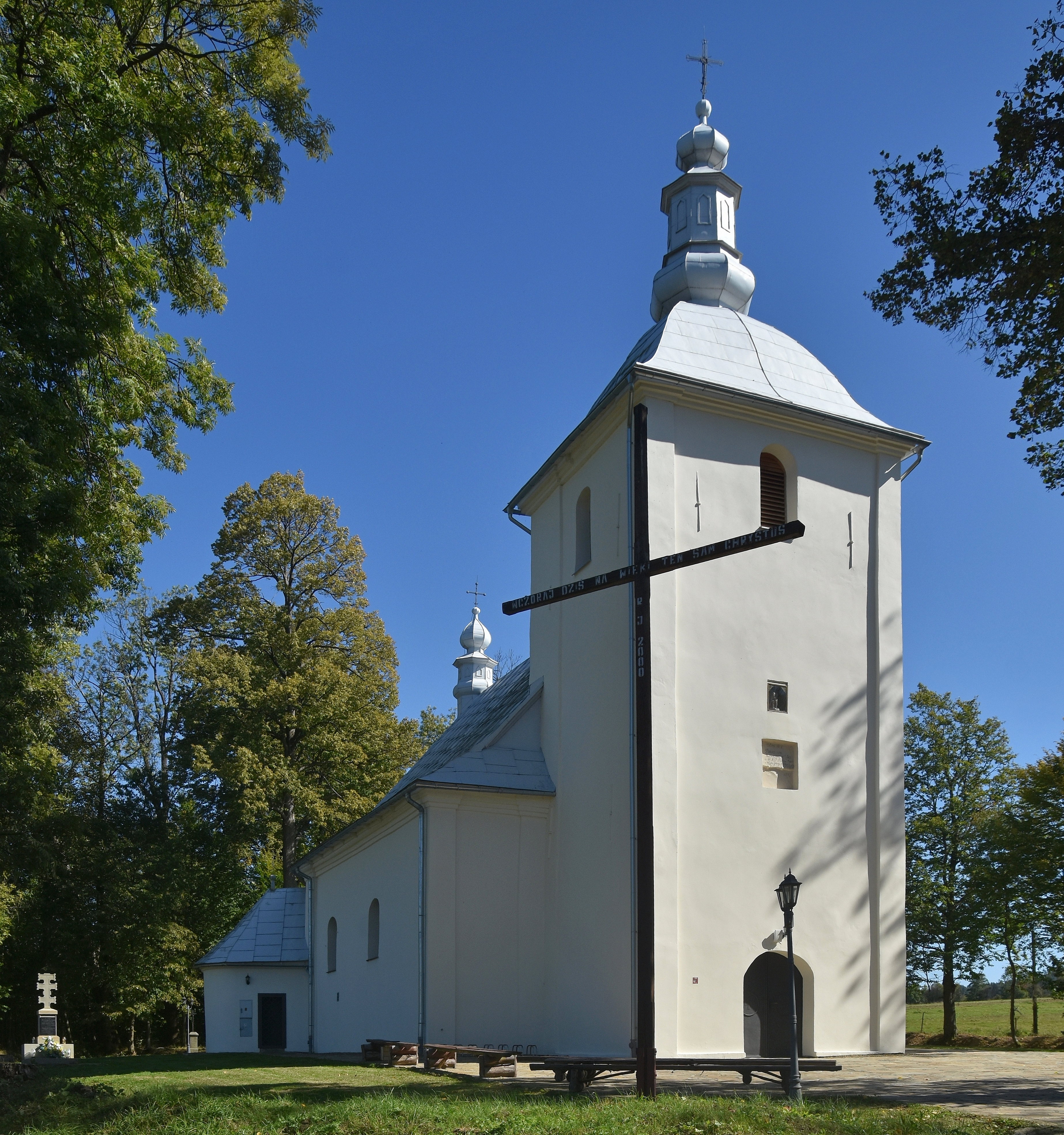
Elewacja północna
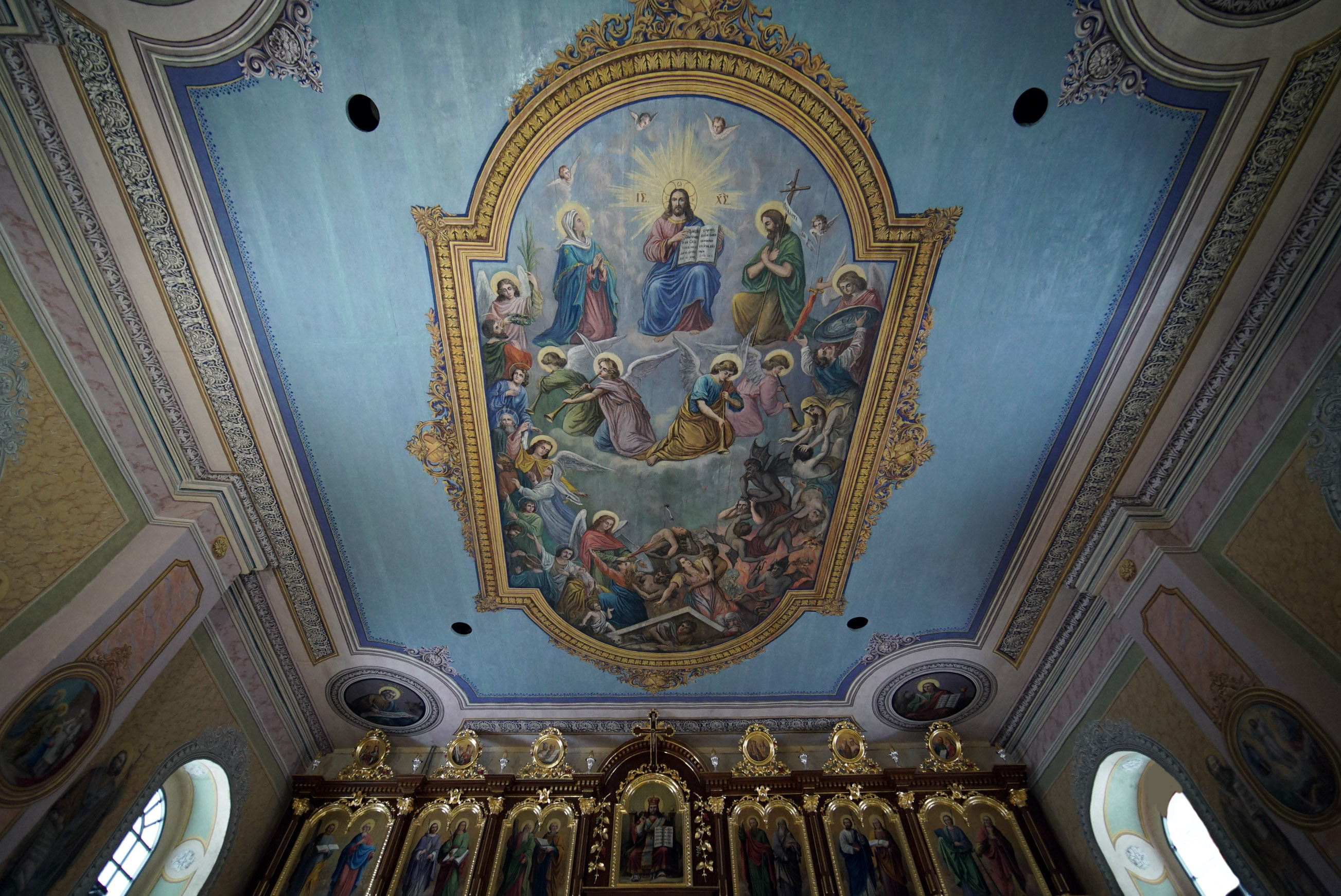
Fragment polichromii
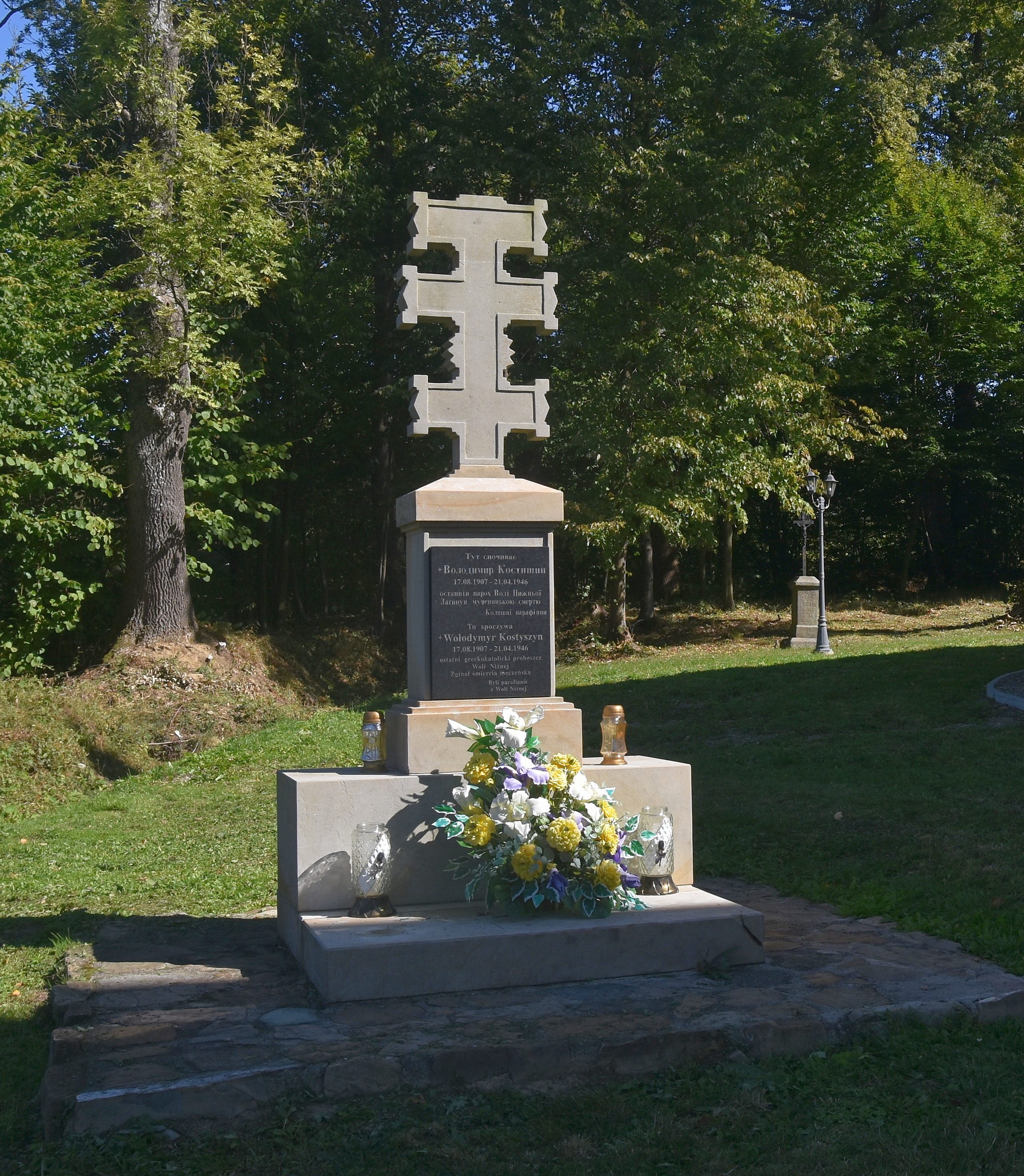
Obok cerkwi